# Robert Schawlakadse

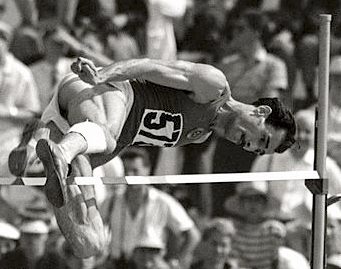
Robert Schawlakadse (1960)

Robert Michailowitsch Schawlakadse (georgisch რობერტ შავლაყაძე; russisch: Роберт Михайлович Шавлакадзе, * 1. April 1933 in Tiflis, Transkaukasische SFSR; † 4. März 2020 ebenda) war ein sowjetischer Leichtathlet georgischer Herkunft. Bei einer Körpergröße von 1,86 m betrug sein Wettkampfgewicht 80 kg.
Bei den Olympischen Spielen 1960 in Rom wurde er Olympiasieger im Hochsprung. Seine Siegeshöhe betrug 2,16 m. Er gewann Gold, weil er diese Höhe im ersten Durchgang gemeistert hatte, während sein Mannschaftskamerad Waleri Brumel die 2,16 m erst im zweiten Versuch überquerte. Bei den Europameisterschaften 1962 gewann Schawlakadse mit 2,09 m Bronze. Bei den Olympischen Spielen 1964 in Tokio wurde Schawlakadse mit 2,14 m Olympiafünfter. Seine persönliche Bestleistung von 2,17 m stellte er ebenfalls 1964 auf.